# Burgstall Gernotenstein
Der hochmittelalterliche Burgstall Gernotenstein, auch als Burgstall Huwenstein bezeichnet, ist der Rest einer abgegangenen Spornburg, die sich einst auf einem Felsriff über dem Tal des Speckbaches erhob. Der Burgstall befindet sich östlich des Pfarrdorfes Michelfeld in der Gemeinde Auerbach in der Oberpfalz im oberpfälzischen Landkreis Amberg-Sulzbach in Bayern, Deutschland. Die Burg, in der sich vielleicht eine Höhlenkirche befand, ist heute bis auf kleine Reste vollkommen abgegangen. Das vom Bayerischen Landesamt für Denkmalpflege als „mittelalterlicher Burgstall Huwenstein/Gernotestein mit der Höhle Guckerloch (A 44), vielleicht eine Höhlenkirche“ erfasste Bodendenkmal trägt die Denkmalnummer D-3-6235-0004.

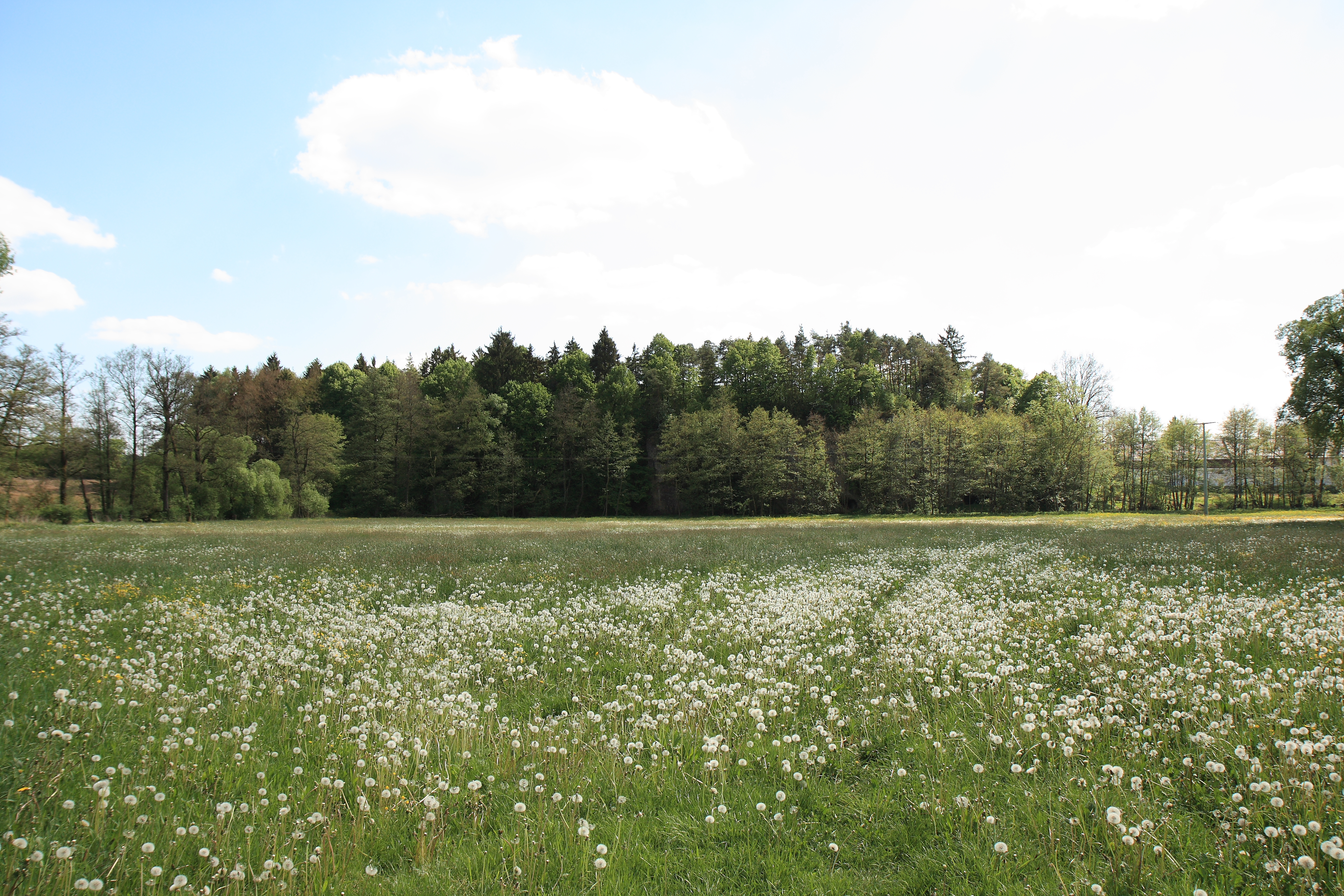
Ansicht des bewaldeten Felsriffes aus nördlicher Richtung

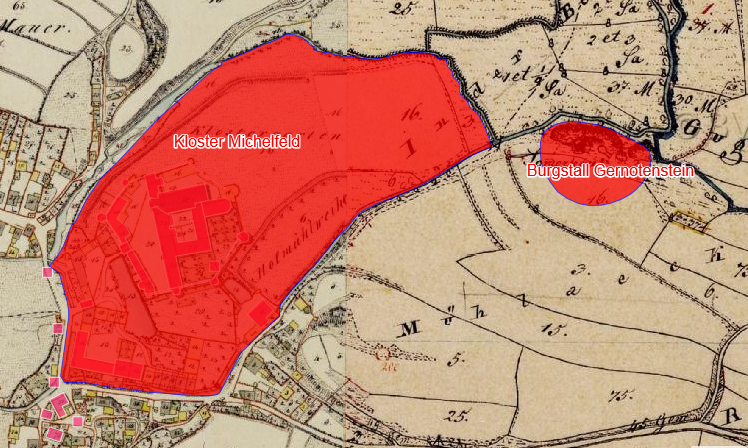
Lageplan des Burgstalls Gernotenstein auf dem Urkataster von Bayern

## Geografische Lage
Die Stelle der ehemaligen Burg liegt auf 415 m ü. NN im östlichen Teil des Mittelgebirges Frankenjura, auf einem kleinen, sich von Südost nach Nordwest ziehenden Bergsporn, der auf der Nordseite vom Speckbach begrenzt wird und dort senkrecht abfällt. Auch die westliche Schmalseite ist durch einen senkrechten Felsabsturz von Natur aus sehr gut geschützt, an die Süd- und die Ostseite schließen mäßig steile Hang an.
Der Burgstall befindet sich etwa 825 Meter östlich der katholischen Friedhofskirche Sankt Leonhard in Michelfeld, und circa 35 Kilometer nordnordwestlich von Amberg.
In der Nähe befinden sich noch weitere ehemalige mittelalterliche Burgen, etwa 800 Meter nördlich liegt der Burgstall Festenberg auf dem gleichnamigen Berg über der Einöde Staubershammer. Etwas weiter das Flembachtal aufwärts liegt die Burgruine Steinamwasser auf einem Felsturm im gleichnamigen Ort, und noch etwas weiter aufwärts ein vermuteter Burgstall etwa auf Höhe von Gunzendorf.
Ein weiterer Burgstall befindet sich am nördlichen Ortsrand von Auerbach in der Oberpfalz bei der Burgstallmühle. Westlich von Michelfeld liegt im Veldensteiner Forst ein Turmhügel in der Nähe des Großen Lochsteines, in nordwestlicher Richtung befinden sich zwei Burgställe bei Hainbronn und Nemschenreuth, und bei der Stadt Pegnitz liegt der Burgstall Böheimstein.

## Geschichte der Burg

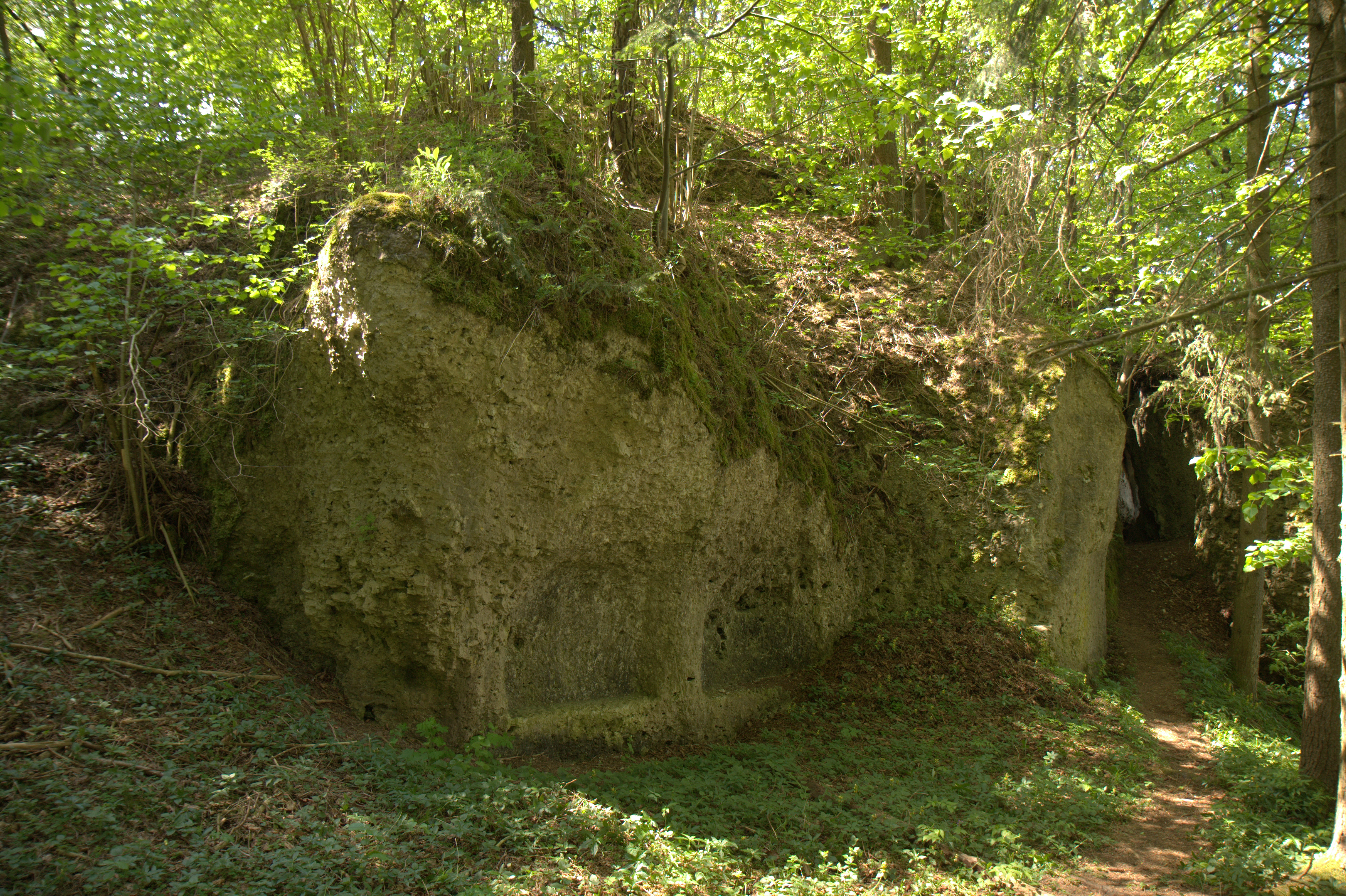
Zwei Felsnischen am Burgfels, wohl Teil der Burgkapelle. Rechts der Eingang zur Burghöhle

Der genaue Zeitpunkt der Errichtung und auch der Bauherr der Burg Gernotenstein sind unbekannt, die Erbauungszeit dürfte aber nach dem Nürnberger Burgenforscher Hellmut Kunstmann bereits im 11. Jahrhundert gelegen haben. Der Name der Burg Gernotenstein setzt sich aus dem Personennamen Gernot und Stein für Burg zusammen, er bedeutet also Die Burg des Gernot. Nach Kunstmann wurden Burgen mit dieser Namenszusammensetzung im ostfränkischen Raum oft schon vor dem Jahr 1100 erbaut. Beispiele sind die Burg Pottenstein, die schon um das Jahr 1060 gegründet wurde, die Burg Gößweinstein, die erstmals 1076 genannt wurde und die Burg Hiltpoltstein, die ab 1109 in Urkunden erwähnt wurde, Aus welchem Adelsgeschlecht der Erbauer mit dem seltenen Vornamen Gernot stammte, ist unklar.
Der ebenfalls benutzte Name Huwenstein stammt vom altdeutschen Wort Huwe für Eule oder Uhu und könnte sich auf einen zuvor gebräuchlichen Flurnamen beziehen, in kleinen Höhlen im Burgfelsen könnten diese Vögel genistet haben. Ob Huwenstein auch als Burgname in Gebrauch war, ist unbekannt.
Der genaue Standort der Burg war bis vor wenigen Jahren noch umstritten. Erich Freiherr von Guttenberg vermutete sie auf dem Breitenstein südlich von Punzenreuth, Kunstmann dachte erst an die Burg Hollenberg, später dann an den Burgstall in Moschenreuth. Erst durch Abschriften des 18. Jahrhunderts konnte die Lage der Burg etwas genauer eingegrenzt werden. Sie muss in unmittelbarer Nähe des Klosters Michelfeld gestanden haben, dafür kamen nur zwei Stellen infrage, der Burgstall Festenberg, dessen Burg aber nach Keramikfunden erst im 14. und 15. Jahrhundert, also erst nach der Zerstörung der Burg Gernotenstein errichtet wurde und deswegen nicht identisch mit dieser Burg sein kann, und der Felsgrat über dem Gelände des Klosters. Heute gilt dieser Platz für die Burg Gernotenstein als gesichert.
Die erste urkundliche Erwähnung der Burg erfolgte am 6. Mai 1119 in der Stiftungsurkunde des Klosters Michelfeld. Unter den Aussattungsgütern des Klosters nach der Ortschaft Penzenreuth mit Reisach wurde der „Huwenstein, qui et Gernotestein dicitur“, also Huwenstein, der auch Gernotestein genannt wird, erwähnt. Es wurde aber nicht explizit von einer Burg gesprochen.
Eine erste direkte Erwähnung der Burg Gernotestein befindet sich in der Relatio de piis operibus Ottonis episcopi Bambergensis, der Liste der frommen Werke des Bischofs Otto von Bamberg, die zwischen den Jahren 1139 und 1147 vom Michelberger Propst Thiemo verfasst wurde. Dort wird ein „castellum, quod dicitur Gernotestein“, also eine Burg Gernotestein, genannt.
Eine weitere Nachricht über die Burg stammt aus dem 18. Jahrhundert in Abschriften des Kopialbuches des Michelfelder Abtes Heinrich von Truppach der Jahre 1406 bis 1436. Unter der Überschrift „Bemerkens- und Wissenswertes über die Verhältnisse des Klosters und die Zerstörung der Burg Hueben seu Gernotenstein“ heißt es übersetzt: „Als der gottseelige Otto sah, daß diese Veste dem Kloster bedrohlich würde, erwog er, daß es entweder zweifelsohne notwendig sei, die Burg zu zerstören oder es wäre die für die Gründung des darunterliegenden Klosters aufgewandte Mühe umsonst. Daher übergab er, durch eine göttliche Eingebung ermahnt, die gesamten Festungswerke des Ortes dem Feuer, nachdem vorher die Reliquien aus der Kapelle St. Nikolaus am gleichen Ort entfernt worden waren. Bischof Otto bestattete sie nachher in einer dem heiligen Nikolaus geweihten Kirche bei Michelfeld mit der den Reliquien schuldigen Ehrerbietung. Die Felsenburg sollte auf ewig zerstört bleiben und der Versuch eines Wiederaufbaues mit ewiger Verdammnis belegt werden.“
Die Burg Gernotenstein war wohl im Besitz des Bischofs Otto, als er 1119 das Kloster Michelfeld gründete. Er ließ sie zerstören, weil er sie als (wirtschaftliche) Bedrohung des Klosters ansah.
Heute ist der Felsen der ehemaligen Burg stark mit Bäumen und Buschwerk bewachsen, von ihr haben sich nur Reste wie ein kleines Mauerstück in einer tiefen Felsspalte und Felsbearbeitungsspuren erhalten.
Der frei zugängliche Burgstall ist über einen schlecht erkennbaren Weg hinter dem Klosterfriedhof zu erreichen.